# Juan Manuel de Prada
Œuvres principales
- La Tempête
- La vie invisible

Juan Manuel de Prada, né le 8 décembre 1970 à Barakaldo, est un écrivain, éditorialiste et critique littéraire espagnol.

## Biographie

### Études
Juan Manuel de Prada naît à Barakaldo mais il passe son enfance et jeunesse à Zamora (Castille-et-León), la ville d'origine de ses parents.
Il apprend à lire et à écrire très tôt avant même d'aller à l'école grâce à son grand-père avec qui il allait à la bibliothèque municipale presque tous les jours. Pendant que le grand-père consulte la presse, Juan Manuel de Prada lit tout ce qui lui tombe sous la main. Plus tard il affirme que ses goûts littéraires sont très éclectiques et qu'il apprécie autant Marcel Proust qu'Agatha Christie.
À l'âge de seize ans, il écrit son premier récit, El diablo de los destellos de nácar, inspiré d'une randonnée en compagnie de son grand-père qui obtient le deuxième prix lors d'un concours littéraire. Il écrit par la suite des centaines de nouvelles où un élément fantastique et surnaturel est souvent présent. Il traduit également des romans pulp, genre qu'il affectionne.
Il étudie le Droit à l'Université de Salamanque où il obtient un diplôme d'avocat, profession qu'il n'exercera jamais car il décide de se consacrer entièrement à la littérature.

### Débuts littéraires avecCoños
Sa première œuvre importante est Coños (chatte ou vagin) en 1994, un livre original de proses lyriques conçu comme un hommage au Seins de Ramón Gómez de la Serna. Coños est salué par de grandes figures de la critique littéraire comme Francisco Umbral.

### Premier roman:Les masques du héros
En 1995, De Prada publie Le Silence du patineur, recueil de douze récits courts au style recherché et baroque, à l'opposé des écrivains de sa génération. Le dernier récit, Gálvez (à propos de l'écrivain Pedro Luis de Gálvez), sera le point de départ du premier roman de De Prada, le monumental Les masques du héros (1996), œuvre ambitieuse de 600 pages qui recrée la bohème artistique espagnole des débuts du XXe siècle jusqu'à la Guerre civile. Pour l'élaboration de son roman, De Prada a eu recours à diverses sources littéraires comme La novela de un literato de Rafael Cansinos Assens et Automoribundia de Ramón Gómez de la Serna. Presque tous les grands écrivains espagnols de l'avant-guerre défilent dans le roman. En France, le livre est accueilli avec enthousiasme par la critique : « Un nouveau Grand d'Espagne » annonce Frédéric Vitoux dans Le Nouvel Observateur. « Peut-être le meilleur roman espagnol des vingt dernières années » selon Arturo Pérez-Reverte.

### La Tempête
Le roman suivant, La Tempête (1997), basé sur une intrigue policière, remporte le Prix Planeta et est traduit en plus de vingt langues. Le roman est adapté au cinéma, adaptation que Juan Manuel de Prada n'a pas appréciée.
L'écrivain Javier Marías s'est plaint des phrases empruntées par De Prada à son texte Venecia, un interior pour La Tempête. Ayant pour cadre une Venise lugubre et sombre, comme un décor de roman gothique, La Tempête obtint un grand succès.
Juan Manuel de Prada a exprimé sa position sur le plagiat dans un texte programmatique, véritable manifeste, qui porte justement le titre de Plagiats (Plagios en espagnol) et qui permet de comprendre la littérature moderne en général, pleines de citations et de clins d'œil, dans son intertextualité. Dans ce texte, De Prada justifie l'appropriation de petits textes d'autres auteurs sans nécessité de citer leurs noms. Pour contrer ce qu'il appelle l'« interprétation extensive du plagiat », il cite les mots de Sainte-Beuve : « En littérature, on peut voler un auteur à condition qu'on l'assassine ». De Prada explique : « Cela veut dire que le vol - ou si vous préférez, le plagiat - doit être utilisé à bon escient afin de créer une nouvelle forme expressive qui surpasse la précédente, la faisant oublier ». Plus loin il affirme que « tout a été inventé par les maîtres qui nous ont précédé; notre seule mission, notre seule possibilité d'être originaux consiste à répéter les mêmes choses que nos prédécesseurs, mais d'une façon personnelle, avec un nouveau regard qui aspire à dépasser formellement ceux qui les avaient énoncées auparavant » et il conclut en rappelant ce que Valle-Inclán disait de son plagiat des Mémoires de Casanova : « En littérature, le vol avec assassinat — le plagiat qui annule ou fait oublier la source plagiée — peut parfois être la forme la plus haute d'originalité ».

### Les lointains de l'air
Ses deux œuvres suivantes constituent des exercices d'archéologie littéraire : d'une part le roman Les lointains de l'air (en espagnol, Las esquinas del aire) dans lequel le protagoniste suit les traces de l'écrivaine et femme de sport Anna Maria Martínez Sagi; et d'autre part un recueil d'essais, Desgarrados y excéntricos, sur la vie d'écrivains restés méconnus (Armando Buscarini, Pedro Luis de Gálvez) ou ratés.

### La vie invisible
Publié en 2003, La vie invisible (La vida invisible) est peut-être le roman le plus complexe et sombre de De Prada. Le roman raconte l'histoire d'un jeune écrivain sur le point de se marier dont la vie change radicalement lors d'un voyage à Chicago où il fait la connaissance d'Elena, une femme rendue folle par une rupture amoureuse.

### Le septième voile
En 2007, De Prada publie Le septième voile (El séptimo velo), roman épique dans la France occupée de la Seconde Guerre mondiale où sont mis en question les mensonges de l'Histoire et les dangers de la mémoire.

### Recueils d'articles polémiques
La nouvelle tyrannie (La nueva tiranía) en 2009, est un recueil d'articles journalistiques dans lesquels De Prada s'oppose à ce qu'il appelle le matrix progressiste qui serait en train d'imposer une nouvelle idéologie de façon dictatoriale sous couvert d'humanisme.
Dans la même lignée, en 2010, De Prada publie Nadando contra corriente (En nageant à contre-courant). Toujours en 2010, l'auteur publie Lágrimas en la lluvia, recueil d'articles consacrés au cinéma et à la littérature qui l'ont influencés.

### Me hallará la muerte
En novembre 2012, après cinq années sans avoir publié d'ouvrage de fiction, il publie un nouveau roman : Me hallará la muerte.

## Reconnaissance internationale
En 1998, la revue The New Yorker sélectionne Juan Manuel de Prada parmi les six écrivains âgés de moins de 35 ans les plus importants d'Europe en compagnie des Allemands Marcel Beyer et Ingo Schulze, de la Française Marie Darrieussecq, du Britannique Lawrence Norfolk et du Russe Victor Pelevine.

## Positions politiques et idéologiques
Juan Manuel de Prada est traditionaliste et défend dans ses articles des positions proches de l'Église catholique sur les questions de l'avortement ou de l'euthanasie. Il est éditorialiste du journal madrilène de droite ABC depuis de nombreuses années.
Il est aussi très critique du libéralisme et de l'aliénation de l'individu dans le contexte du postmodernisme et du capitalisme, dans une ligne distributiste de pensée socio-économique qui le séduit.
Il revendique le Moyen Âge, nie qu'il s'agisse d'un âge obscur et estime que le monde occidental a atteint son apogée au XIIIe siècle. La crise que nous traversons actuellement trouve ses racines au XVIe siècle. À cette époque, trois événements essentiels apparaissent pour comprendre l'histoire européenne ultérieure : l'œuvre de Machiavel, qui sépare la morale de la politique ; la révolte contre l'Église romaine, menée par Luther et cause de la naissance du protestantisme ; et la théorie politique de Jean Bodin, créateur du concept de Souveraineté qui superposait l'État à l'unité de la chrétienté dans un Empire. Il considère également que la violation juridique de Hobbes et la violation sociale de la paix de Westphalie sont pertinentes. Tous ces échecs se cristallisèrent lors de la Révolution française de 1789, lorsque De Prada considéra que « toute la philosophie moderne » devenait « anti-chrétienne, anti-thomiste et anti-aristotélicienne ».
Il s'oppose à la modernité, au puritanisme et au capitalisme influencé par Chesterton. Il soutient que Rousseau est le père de l'ingénierie sociale tandis qu'il faisait l'éloge d'Alexis de Tocqueville. Il a également critiqué Descartes,Adam Smith, David Ricardo, Stuart Mill, Hegel,, ou Nietzsche. Il soutient que "le progressisme, en fin de compte, n'est rien d'autre qu'une expression dévalorisée de l'esprit hégélien du monde".Il s'oppose à l'Union européenne et défend la justice sociale. Il considère le libéralisme économique comme "l'une des idées les plus néfastes de l'histoire de l'humanité". Elle assimile le capitalisme au communisme. Elle affirme que le libéralisme crée les conditions sociales, économiques et morales optimales pour le triomphe de la gauche socialiste et du communisme. Elle comprend que les maux que la droite attribue au communisme sont en réalité causés par le capitalisme.Il croit que le pape François défend l'orthodoxie économique de l'Église.Diplômé en droit, il est un détracteur du positivisme,,,. Influencé par Aristote, considère que conservatisme et progressisme partagent une vision erronée de la nature humaine: la vision libérale. s'est opposé le Processus de Bologne. Il a déclaré que « la mentalité catholique est tellement défensive qu'elle a cessé de comprendre le sens de l'art », « montrer le péché aujourd'hui est scandaleux », « l'artiste doit montrer comment la Grâce agit sur le territoire du diable" et que «Dans un cinéma authentiquement catholique, le mal doit être attirant ».[réf. nécessaire] Il convient avec Leonardo Castellani que Baudelaire a été le plus grand poète catholique du XIXe siècle. De Prada déteste le puritanisme :

« Notre monde est hypocrite et puritain. Le puritanisme est une dégénérescence de l'hypocrisie qui prétend d'abord être vertueuse et, lorsqu'elle se rend compte que la vertu absolue est impossible, essaie de transformer ses vices en vertus, de telle sorte que notre faiblesse est absolument niée et devient une force. La position catholique est beaucoup plus réaliste avec la réalité humaine: on admet qu'elle est faible mais cette faiblesse est pointée du doigt. »

Sur le pharisaïsme, il a déclaré :

« Le pharisaïsme est l'incapacité d'accepter que Dieu pardonne nos fautes, en s'érigeant en purs qui ne peuvent y tomber. C'est l'incapacité d'accepter la conversion du pécheur, la possibilité de l'homme nouveau, et de prétendre que, si quelqu'un est tombé dans le passé, il faut toujours continuer à lui frotter le visage (les pharisiens n'auraient jamais admis la sainteté de Marie-Madeleine ou d'Augustin d'Hippone). Et la propre justice n'est pas d'admettre que Dieu peut agir à travers nous, pécheurs , que ce que font les pharisiens, les pécheurs peuvent être guéris par Dieu avec sa grâce, et que Dieu peut utiliser les pécheurs pour accomplir son œuvre de salut. »

## Radio et télévision
Entre 2007 et 2009, Juan Manuel de Prada participe au programme "Julia en la Onda" présenté par la journaliste Julia Otero sur Onda Cero. En 2009, il rejoint la Cadena COPE qu'il quitte en 2010.
Juan Manuel de Prada dirige et présente entre septembre 2010 et juin 2013 "Lágrimas en la lluvia", un programme de débats politiques et culturels sur la chaîne de télévision espagnole Intereconomía TV.

## Œuvre

### En français
- Les Masques du héros, Éditions du Seuil.
- La Tempête, Éditions du Seuil.
- Les Lointains de l'air, Éditions du Seuil.
- Cons, Éditions du Seuil.
- Le Silence du patineur, Éditions du Seuil.
- La Vie invisible, Éditions du Seuil.
- Le Septième Voile, Éditions du Seuil.
- Une imposture, Éditions du Seuil.
- Mourir sous ton ciel, Éditions du Seuil.

### En espagnol

#### Nouvelles
- Un mundo especular y otros relatos. Valencia, 1991. Contient quatre récits :
  - Un mundo especular, Elogio de la quietud, Ojos de gacela, y Pecados íntimos
- Una temporada en Melchinar, Agrupación Madrileña de Arte, 1994
- Coños. Ediciones Virtuales, 1994, en edición no venal; reeditado: Valdemar, 1995
- El silencio del patinador. Valdemar, 1995. Contient douze récits :
  - Las manos de Orlac, Señoritas en sepia, Sangre azul, Las noches galantes, Las noches heroicas, Vísperas de la revolución, Hombres sin alma, El silencio del patinador, Concierto para masonas, La epidemia, El gallito ciego y Gálvez

#### Romans
- Las máscaras del héroe. Valdemar, 1996; Premio Ojo Crítico de Narrativa de RNE (1997)
- La tempestad. Planeta, 1997; Prix Planeta
- Las esquinas del aire: en busca de Ana María Martínez Sagi. Planeta, 2000
- La vida invisible. Espasa-Calpe, 2003; Premio Primavera, Prix national de Narration
- El séptimo velo. Seix-Barral, 2007; Prix Biblioteca Breve
- Me hallará la muerte. Destino, 2012 (Une Imposture, en français)
- Morir bajo tu cielo. Espasa, 2014
- El castillo de diamante. Espasa, 2015
- Mirlo blanco, cisne negro. Espasa, 2016

#### Romans graphiques
- Penúltima sangre. Accion Press, S.A., 2006.

#### Essais et articles journalistiques
- Reserva natural, articles publiés dans ABC. Llibros del Pexe, 1998
- Animales de compañía, articles publiés dans  ABC. SIAL, 2000
- Desgarrados y excéntricos. Seix Barral, 2001
- La nueva tiranía, articles publiés dans ABC. Libros Libres, 2009
- Lágrimas en la lluvia. Sial, 2010
- Nadando contra corriente, articles publiés dans ABC. Buenas Letras, 2010
- Dinero, demogresca y otros podemonios. Temas de hoy, 2015